# Diana S. Rabinovich
Diana Silvia Rabinovich (Buenos Aires, julio de 1943-ibidem, 22 de abril de 2021) fue una psicóloga, psicoanalista, docente y ensayista argentina de larga trayectoria, conocida entre otras cosas por haber traducido a Jacques Lacan al español.

## Primeros años
Nació en Buenos Aires, hija de Elías Rabinovich, un inmigrante judío rumano que llegó a la Argentina poco antes de la Primera Guerra Mundial, fue la menor de cuatro hermanos, otra mujer y dos varones.

## Trayectoria
Ella estudia en el Colegio Americano de Buenos Aires, Lincoln.  Su padré como muchos de la colectividad Judia, intenta brindarle herramientas e idiomas para el futuro. Cursa el secundario en el Lenguas Vivas, dando libre dos años. Cursó el último año de la secundaria al mismo tiempo que el ingreso a la Universidad, objetivo que logró a los 16 años aunque dudaba si estudiar Historia, Filosofía o Psicología. Cursó entre 1960 y 1963, donde se recibió en Psicología.
Fue ayudante de cátedra de José Bleger y de David Liberman.
Estudió 5 años de la carrera de Medicina, la cual no logró concluir por su exilio a Caracas en 1975.
Obtuvo su doctorado en Psicoanálisis por la Universidad de París VIII a fines de la década de 1980.
En 1975, poco antes del último golpe de Estado en la Argentina, se exilia con su familia en Venezuela. Una vez instalados en Caracas dio clases en la Asociación Internacional de Psicoanálisis sobre Lacan, donde fundó dicho movimiento.
En julio de 1980 organizó la visita de Lacan a Venezuela, la cual fue su única visita a América del Sur, donde dictó el “Seminario de Caracas”.
Luego del retorno a la democracia en Argentina en 1983, integró el primer consejo asesor de la carrera de Psicología en la Universidad de Buenos Aires.
Fue una de las fundadoras del Campo Freudiano en la Argentina y la organizadora de los primeros encuentros multitudinarios de psicoanálisis.
Una vez restituida la carrera de psicología en la Universidad de Buenos Aires enseñó Psicología Clínica, luego, con la creación de la Cátedra Lacan y de concursar el cargo en 1986, fue profesora titular de la cátedra I de Psicoanálisis, Escuela Francesa.
Con su vuelta a Buenos Aires, empieza a dictar seminarios en su casa donde realiza lecturas renglón por renglón de los escritos y seminarios de Lacan. Por sus clases, desfilan todos los personajes del psicoanálisis argentino.
En 1984, junto a su esposo Carlos de Santos, funda Ediciones Manantial. La editorial comienza publicando libros de psicoanálisis y se expande de a poco hasta convertirse en una editorial de referencia en el mundo de las humanidades y ciencias sociales. 
En 1996, funda y dirige el Centro Altos Estudios Franco-Argentino de la Universidad de Buenos Aires. Es pionera en el desarrollo de seminarios internacionales donde vienen luminarias de Francia a dictar clases. También pone en juego por primera vez los co-doctorados con Francia que permiten realizar doctorados de manera conjunta con Francia sin tener que mudarse. Esta contribución y su labor editorial publicando y traduciendo autores franceses le valió la Orden del Mérito otorgada por el Gobierno Francés.
Luego organiza e impulsa la creación de una de las primeras Maestrías en Psicoanálisis y el Doctorado en psicoanálisis dentro de la Facultad de psicología de la UBA.
Fue hasta el día de su muerte profesora emérita de la Universidad de Buenos Aires.

## Publicaciones
- La teoría del yo en la obra de Jacques Lacan (en colaboración)[3][6]
- Sexualidad y significante[3][1][6][2]
- 1990 - El concepto de objeto en la teoría psicoanalítica[3][1][7][6]
- La significación del falo[3][6]
- Una clínica de la pulsión: las impulsiones[3][4][6]
- El deseo del psicoanalista[3][1][6]
- Modos lógicos del amor de transferencia[3][1][4][6][2]
- La angustia y el deseo del otro[1][4][2]

## Reconocimientos
- Orden del Mérito - Gobierno de Francia.[5]